# Colin Brian Haselgrove
Colin Brian Haselgrove, genannt Brian, (* 26. September 1926 in Chingford; † 27. Mai 1964 in Manchester) war ein britischer Mathematiker.

## Leben
Haselgrove ging in Chingford und Tiverton zur Schule und studierte ab 1944 mit einem Stipendium am King’s College in Cambridge, wobei er sein Studium zwei Jahre wegen Tuberkulose unterbrechen musste. 1948 absolvierte er den zweiten Teil der Tripos-Prüfungen und wurde Forschungsstudent von Albert Ingham. 1950 gewann er den Smith-Preis und wurde Fellow des King’s College. 1956 wurde er bei Ingham promoviert (Some problems in the analytic theory of numbers).
Er befasste sich mit analytischer Zahlentheorie, unter anderem mit asymptotischen Formeln für die Partitionsfunktion und Erweiterungen der Siebmethode von Juri Linnik (die dieser 1946 bei seinem neuen Beweis des Satzes von Winogradow anwandte). Außerdem arbeitete er im Mathematischen Labor in Cambridge am EDSAC 1 (wie auch seine Ehefrau Jennifer und sein Kommilitone John Leech). 1953 implementierte er dabei ein Programm zur Gruppentheorie (das erste Computerprogramm zur Auflistung der Nebenklassen von Untergruppen mit endlichem Index in einer endlich präsentierten Gruppe). Die von Haselgrove, Leech und Trotter entwickelte HLT-Methode wird noch heute in Computerprogrammen (wie dem Standardprogramm für Nebenklassen-Bestimmung ACE) angewandt. Mit Fred Hoyle entwickelte er auch Programme zur Berechnung des Aufbaus und der Entwicklung von Sternen. 1956/57 setzte er diese Arbeit für einige Monate am Caltech fort. Danach war er Senior Lecturer in Informatik bei Max Newman an der University of Manchester.
Am Computerlabor in Manchester befasste er sich weiter mit astronomischen Problemen (unter anderem für die Radioastronomen in Jodrell Bank), aber auch mit Anwendungen in der Zahlentheorie. So erstellte er mit J. C. P. Miller Tabellen der Riemannschen Zetafunktion, unter anderem der Nullstellen auf der kritischen Geraden. Später berechnete er auch Tabellen der Dirichlet L-Funktionen. Er befasste sich mit Numerischer Analysis und Algorithmen. 1958 fand er ein Gegenbeispiel zur Vermutung von Pólya, seine bekannteste Leistung, wozu er ebenfalls ausgiebig von Computern Gebrauch machte.
Er veröffentlichte 1960 ein Computerprogramm für das Pentomino-Puzzle (in der Zeitschrift Eureka mit seiner Frau).
Er starb 1964 an einem Gehirntumor.
Seine Ehefrau Jenifer Haselgrove (1930–2015), eine Physikerin und Informatikerin, heiratete später John Leech.